# Tothillia sinensis
Tothillia sinensis är en tvåvingeart som beskrevs av Zhao och Zhou 1993. Tothillia sinensis ingår i släktet Tothillia och familjen parasitflugor.
Artens utbredningsområde är Sichuan (Kina). Inga underarter finns listade i Catalogue of Life.